# スマイルストーリー
一般社団法人Smile Story（スマイルストーリー）は、新潟県新潟市西区の一般社団法人である。主に子ども食堂やイベントなどを開催している。綱本 麻利子（つなもとまりこ）、高橋 智恵（たかはしともえ）によって2018年に設立された。

## 活動
- 2021年11月：内野小学校で子供たちを支援[要説明]
- 2022年4月：海での活動[要説明]
- 2022年6月：新潟市の五十嵐浜を清掃
- 2022年10月：内野小学校の150周年を祝うイベントを開催

現在学校やお店を借りて、子ども食堂を開いている。